# Chirita geobrayi
Chirita geobrayi là một loài thực vật có hoa trong họ Tai voi (Gesneriaceae). Loài này được François Pellegrin mô tả khoa học đầu tiên năm 1931 theo mẫu vật thu hái tại Campuchia.